# Bataille de Kolwezi
Deuxième guerre du Shaba
La bataille de Kolwezi est une opération aéroportée baptisée « Opération Bonite », menée par une unité de la Légion étrangère française, le 2e régiment étranger de parachutistes (2e REP), ainsi que par des troupes Belges, Marocaines et Zaïroises.
Elle se déroule en mai 1978 au Zaïre, actuelle République démocratique du Congo (RDC), pour délivrer des otages européens retenus dans la ville minière de Kolwezi par des rebelles katangais.
L'opération est déclenchée par le massacre de 700 Africains et de 170 Européens et réussit à libérer des otages avec des pertes militaires légères.

## Situation de la ville
La ville de Kolwezi est située au cœur de la région minière du Shaba (Katanga), dans le sud-est du Zaïre. Peuplée d’environ 100 000 habitants en 1978, elle est très étendue (environ 40 km2), et divisée en quartiers nettement séparés par des collines. Elle est située sur des voies de communications importantes, sur la route et la voie de chemin de fer reliant Lubumbashi à Dilolo, et est dotée d’un aérodrome à 6 km du centre-ville.

## La prise de la ville par les rebelles
En mars 1978, à la suite d'une réunion entre Algériens, Angolais et activistes du Front national de libération du Congo, les services secrets zaïrois sont informés de l'éventualité d'une opération de déstabilisation dans la région de Shaba, région riche en matières premières stratégiques. Le Zaïre était alors partie prenante de la guerre civile angolaise en appuyant les rebelles de l'UNITA contre le gouvernement. L'homme qui doit mener cette action est Nathaniel Mbumba.
Ses miliciens, les « Tigres », seraient assistés par des officiers cubains et est-allemands. Les archives consultées par l'historien Nathaniel Powell suggèrent cependant que l’implication de conseillers cubains et est-allemands, largement commentée par la presse à l'époque, est sujette à caution : elle provient des services de renseignement du Zaïre qui avaient tout intérêt « à exagérer, voire inventer de toutes pièces, une menace communiste » pour justifier l'intervention des États occidentaux.
Le Shaba, alors appelé le Katanga, s'était déclaré indépendant peu après l'indépendance du Congo belge en 1960 sous le nom d'État du Katanga. Cet événement fut l'un des déclencheurs de la crise congolaise jusqu'à sa réintégration, en 1963, au Congo, plus tard rebaptisé Zaïre.
Le 11 mai 1978, une révolte soutenue par les pays de l'Est se dresse contre le dictateur Mobutu installé à 1 300 kilomètres de là, à Kinshasa, dans le Bas-Congo. Un groupe d'environ 3  à   4 000 rebelles katangais bien armés, venus d'Angola, transporté par la 2e division cubaine à travers la Zambie, pays neutre, prend possession de la ville où vivent environ 3 000 Européens et commet des exactions. Un peloton de l'armée zaïroise, équipé notamment de Panhard AML 60, s’est alors rallié aux rebelles.
Dès le 15 mai, plusieurs centaines de rebelles quittent la ville dans des véhicules volés, il ne reste que 500 hommes. La plupart sont installés en banlieue, dans la ville de Manika. Le fait que l'état-major du FNLC ainsi que les officiers cubains et est-allemands aient abandonnés la ville trois jours plus tard laisse penser que l'objectif réel n'était pas uniquement Kolwezi, mais plutôt la base de lancement de fusées Shaba Nord (Centre de lancement Kapani Tonneo), où l'entreprise ouest-allemande OTRAG développait une fusée modulaire,.
Entre 90 et 280 Européens sont tués (selon les estimations).
Le président Joseph-Désiré Mobutu appelle alors les États-Unis, la France et la Belgique à l’aide.

## Réaction franco-belge

### Mise en place de l’opération

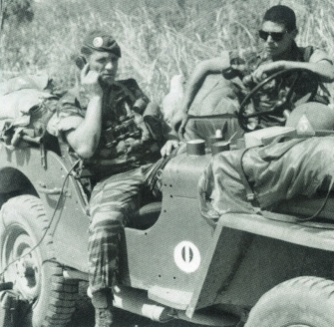
Le radio à la jeep.

Afin de protéger ses ressortissants, la France active le système d'alerte « Guépard » : à ce moment, le 8e régiment de parachutistes d'infanterie de marine est en alerte mais c'est le 2e REP (régiment étranger parachutiste, appartenant à la Légion étrangère, et sous le commandement du colonel Philippe Erulin) qui est désigné pour intervenir. Deux équipes de quatre hommes du 13e RDP (régiment de dragons parachutistes) lui sont adjointes pour mettre en place les liaisons radio à grande distance. Le 16 mai à 0 h 45, le gouvernement de Bruxelles, qui pense aux Belges qui sont majoritaires parmi les otages, s'apprête à envoyer des parachutistes dans une opération qui se veut, avant tout, humanitaire. Une réunion entre les autorités militaires belges et françaises a lieu en Allemagne afin de coordonner une opération commune.
La réunion échoue, les ordres de Paris étant d'attaquer en force immédiatement malgré les mises en garde des autorités belges. Bruxelles cherche une solution moins directe en invoquant des renseignements faisant état des bruits qui courent dans certains milieux politiques du Zaïre d'après lesquels il y a lieu de craindre que, si l'opération n'est pas menée avec des moyens très étendus, un massacre planifié des Européens retenus par les rebelles soit déclenché immédiatement. Pour empêcher cela, il faut des paras répartis en même temps sur le plus grand nombre de points possibles, c'est l'opinion de l'État-major belge et d'invoquer le succès de l'« opération Dragon rouge » sur Stanleyville, en 1964 (pour suppléer à l'insuffisance militaire des troupes de Mobutu, le ministre belge Paul-Henri Spaak avait convaincu le gouvernement belge d'intervenir et les paras belges avaient sauté sur Stanleyville aux mains des rebelles mulélistes qui détenaient des centaines d'otages, pendant qu'une colonne terrestre prenait la ville à revers). Cependant, les mouvements d’aéronefs auxquels donnent lieu, en France et en Belgique, les préparatifs de l'intervention font craindre une perte de l’effet de surprise, essentiel à l'opération. De plus, la rébellion a été informée de l'opération par l'annonce qui en est faite à la radio et à la télévision par le premier ministre belge. Le motif qu'invoquera celui-ci pour se justifier c'est que, de toute façon, la radio sud-africaine en a parlé la première. En effet, des informations qui devraient rester secrètes circulent de plus en plus. D'après l'historien Euloge Boissonnade, ancien professeur à l'université du Zaïre, des syndicalistes français, considérant l'attaque des rebelles comme une rébellion de gauche, ont communiqué les plans de vol des rotations d'avions entre la France et le Zaïre. C'est ce qu'auraient découvert les services d'écoute français qui surveillent les liaisons radios des rebelles. Et Radio France Internationale renchérit en annonçant le départ des C-130 belges avec 1 100 parachutistes.
Le 17 mai, dans la journée, les légionnaires sont transportés par quatre DC-8 appartenant à la compagnie civile UTA, depuis Sari-Solenzara vers Kinshasa suivis par un Boeing 707 et des avions gros porteurs américains (Lockheed C-5 Galaxy) emportant du matériel et de l'armement et cela, sans prévenir les Belges. Ce sont des pilotes militaires belges qui s'entraînent en Corse qui en préviennent leurs supérieurs à Bruxelles. L'OTAN avait déjà transmis une information concordante au gouvernement belge. Les Français arrivent à Kinshasa le 18 mai, à partir de 23 h 15. Les préparatifs sont faits à l'aéroport militaire de Kinshasa, notamment la réception de parachutes militaires américains T 10 S. Après une instruction rapide sur l'emploi du matériel américain dans la nuit du 18 au 19, le briefing a lieu, définissant les détails de l'opération dont les plans ont été conçus par le chef de la mission militaire française, le colonel Yves Gras et son état-major. Appuyé par l'ambassadeur, André Ross, il arrive à convaincre les autorités françaises de la possibilité d'une intervention militaire. Le commandement de l'opération lui est confié. Pendant ce temps, les avions zaïrois révèlent des avaries qui en rendent l'utilisation immédiate impossible. Finalement, les deux Transall de l'armée de l'air française et les quatre C-130 Hercules zaïrois décollent le 19 à 10 h 40 pour emporter la première vague, après des difficultés rencontrées par le mauvais état des avions zaïrois et l'adaptation de parachutes américains qui ne sont pas équipés de système de largage des gaines d'armement et de matériel. Tout cela se déroule dans un contexte d'improvisation lié en particulier à l'insuffisance des moyens de transport aériens (les légionnaires et leur matériel ayant dû être transportés de Corse par des avions civils et des gros porteurs C-5 Galaxy de l'armée de l'air américaine[réf. souhaitée]).
Le 18 mai, en début d'après-midi, les C-130 du 15e Wing de transport aérien de la Force aérienne belge décollent de l'aéroport militaire de Melsbroek (Bruxelles) à destination de l'ancienne base belge de Kamina. Mais la France retarde l'autorisation de vol et l'Algérie refuse le survol de son territoire aux avions belges, alors qu'elle a laissé passer les Français. Il en résulte un détour de l'Afrique par l'Ouest, puis par le Sud pour aborder l'objectif, qui allonge le délai de l'intervention belge,. En plus, les C-130 belges affrontent des problèmes de ravitaillement en kérosène dans les anciennes colonies françaises dont l'infrastructure militaire est tenue par des Français. Finalement, les C-130 belges n'arrivent que dans l'après-midi du 19 mai et, à l'époque, beaucoup ne peuvent s'empêcher d'avoir l'impression que Paris freine l'opération belge, le président français Giscard d'Estaing voulant que l'opération de libération des otages se fasse au bénéfice des Français. Le 17 mai, le président de la République a téléphoné au général français Guy Méry pour lui dire : « il faut absolument faire quelque chose avant les Belges ». Le motif est que l'évacuation des otages libérés n'est pas le seul but, mais qu'il faut chercher une victoire militaire.
Les contacts politiques franco-belges se déroulent dans une ambiance de rivalité et de confusion, les Français accusant les Belges de chercher à provoquer la chute de Mobutu et les Belges accusant les Français d'avoir abandonné toute idée de coopération. Le but serait de rechercher la chute de l'influence belge encore forte depuis la fin de la puissance coloniale, notamment dans le but de précipiter la faillite de la Gécamines, société sous contrôle d'intérêts belges. Au Zaïre même, des clans de Kinshasa semblent vouloir favoriser la rébellion, d'autres veulent la vaincre, mais répugnent à l'idée de faire appel à la Belgique, ancienne puissance coloniale, ne voulant plus lui devoir le salut, comme lors de l'« opération Dragon Rouge » du 24 novembre 1964. Au moment des événements de Kolwezi, la presse de l'époque se fait l'écho, à mots plus ou moins couverts, des insinuations des Français et des Belges. Des ouvrages qui paraîtront plus tard à Paris et à Bruxelles seront plus précis, engagés dans un sens ou dans l'autre. Certains iront même jusqu'à imputer le début du massacre à un ordre venu de Kinshasa dans le but de précipiter l'intervention européenne.

### L’opération Bonite

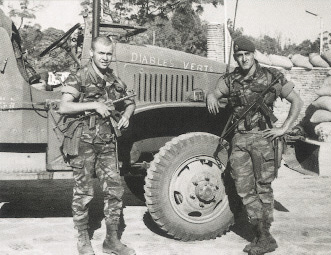
Deux soldats de la Légion étrangère armés de MAT 49 lors de la bataille de Kolwezi en 1978 devant un camion GMC.

Le 14 mai, des fantassins zaïrois étaient arrivés aux abords de Kolwezi, suivant des parachutistes zaïrois inexpérimentés qui avaient été massacrés par les rebelles en arrivant au sol. Les fantassins zaïrois avaient regroupé des centaines d'otages et attendaient l'intervention étrangère.

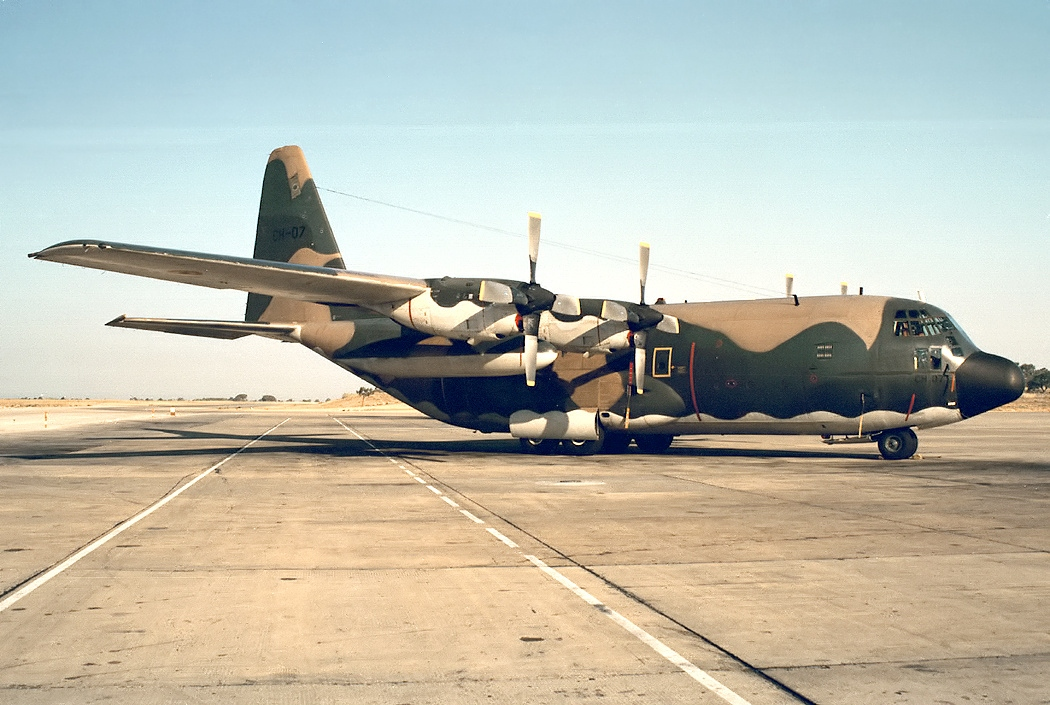
C-130 belge à Faro, Portugal, en 1990.

Le 19 mai à 14 h 30, la première vague française, composée de 405 hommes (le PC et trois compagnies), saute à 250 mètres d'altitude sur l'ancien aérodrome. Six hommes sont blessés par des tirs d’armes légères dès le largage, un autre, le caporal Arnold, atterrissant loin de son unité, est tué et mutilé en pleine rue, sans avoir pu se défaire de son parachute.
Immédiatement, de violents combats de rue commencent, permettant de délivrer un premier contingent d'Européens retenus en otage ou qui avaient pu se cacher. Une colonne rebelle, avec une automitrailleuse légère Panhard AML, est stoppée vers 15 h à hauteur de la gare par un tir de lance-roquettes. Les groupes rebelles sont attaqués par des actions débordantes qui les contraignent à fuir la ville.
La ville est sous contrôle de la Légion dès la tombée de la nuit à 18 h. Les unités s’installent aux carrefours. Pendant la nuit, les rebelles contre-attaquent en s’infiltrant dans le tissu urbain mais sont stoppés par des embuscades de la Légion.
Le 20 mai, les premiers otages libérés sont amenés à l'aérodrome. Mais des témoignages accuseront plus tard des paras de débordements et d'exactions à l'encontre de la population. Ces témoignages seront notamment confirmés par Roger Rousseau, un légionnaire qui a participé à l'opération et qui a par la suite déserté.

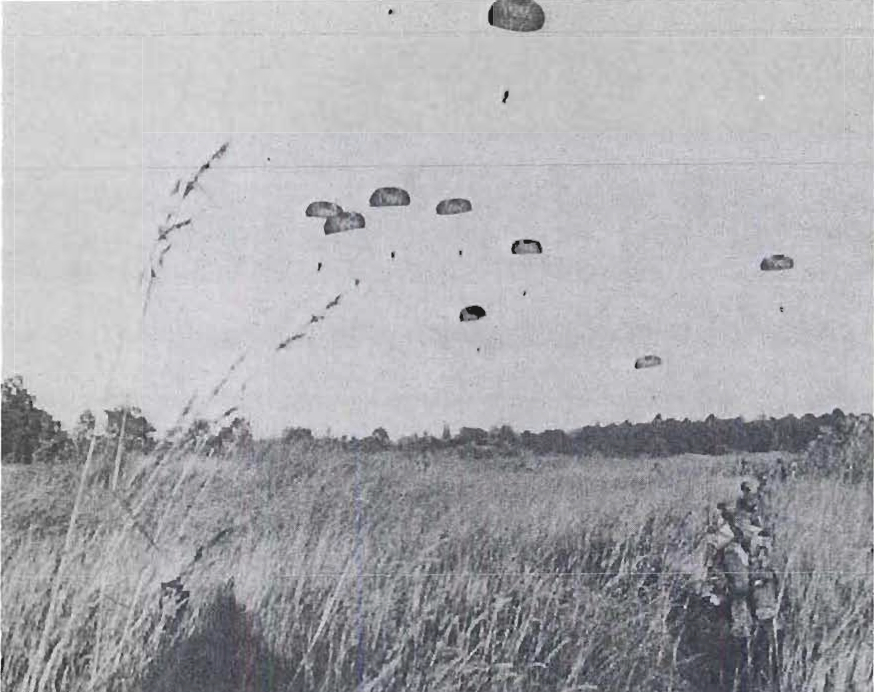
Seconde vague de parachutistes français largués à l'aube du 20 mai 1978.

Dans la nuit du 19 au 20, de nouveaux combats ont lieu. Le 20 mai à l'aube, vers 6 h 30, une deuxième vague de 250 parachutistes français est larguée, le colonel Erulin ayant décidé de reporter le saut initialement prévu dans la soirée du 19, s'estimant en mesure de contrôler la situation avec les effectifs dont il dispose. Les parachutistes de la 4e  compagnie et des éléments de la Compagnie d'Appui sautent à l’est de la ville, en prenant les rebelles à revers et occupent cette partie de la ville dans la matinée. C'est dans la matinée que sont découverts les premiers charniers comptant plusieurs dizaines de corps d'Européens et de Zaïrois tués lors des premiers jours de l'invasion.
En même temps, le 20 mai, les parachutistes belges, partis le 19 de la base aérienne de Melsbroek en passant par une étape intermédiaire dans l'ex Afrique française, font un atterrissage d'assaut sur Kolwezi en une première vague de 600 hommes venant de Kamina sous les ordres du colonel Depoorter. Le charroi militaire va suivre avec la deuxième vague.
Une deuxième vague belge arrive avec des dizaines de véhicules, dont des transporteurs, pour aller chercher les européens isolés en brousse. Dans l’après-midi du 20, la ville minière de Metal-Shaba est elle aussi prise par le 2e REP. Les 200 rebelles qui l'occupaient sont forcés de l’évacuer, mais un sous-officier du REP, le sergent-chef Daniel, est tué au cours des combats. Entre-temps, les Belges ratissent la vieille ville comme la nouvelle. Ils comptent un para-commando tué. Le 1er bataillon commando occupe la vieille ville et le 3e occupe la nouvelle. Les Français s'occupent du quartier de Manika et de la gare.
L’audace et la rapidité d’exécution de l'opération ont créé un effet de surprise favorable aux légionnaires qui se sont emparés du centre-ville dans la foulée. En deux jours, ils ont pris le contrôle de la ville et libéré 2 800 ressortissants étrangers. Ils évacueront ceux-ci à l'aérodrome le 21 mai en même temps que les rescapés sauvés par les Belges. Ceux-ci transportent des rescapés par C-130 à Kamina d'où ils sont amenés à Bruxelles par huit Boeing de la Sabena. Il reste à Kolwezi de nombreux blessés regroupés à l'hôpital local que les pillages ont vidé de ses équipements. Ils sont soignés par les équipes médicales franco-belges et le matériel apporté par les 2 armées.
Les Belges évacuent la ville de Kolwezi dans les 72 heures après le début de leur intervention mais restent dans la région avec du matériel de transport et continuent à contrôler la brousse contre un retour éventuel de rebelles et à évacuer d'autorité les derniers Belges et Français dont certains auraient souhaité rester.
Les para-commandos belges resteront dans plusieurs villes du Shaba jusqu'au 28 juin, à Lubumbashi, Fungurume, Likasi, Kipushi, etc., en y distribuant des vivres et assurant la protection d'un certain nombre de cadres européens nécessaires à la survie de quelques entreprises, notamment minières.
Au total, il y a eu 1 180 para-commandos belges amenés par 8 C-130 suivi par 3 C-130 avec du charroi et des subsistances, 36 jeeps, dont la moitié blindées, et 26 transporteurs affectés aux sauvetages de civils en brousse, plus une antenne médicale. Pour le retour des réfugiés à partir de Kamina, 8 avions civils de la compagnie belge Sabena ont été réquisitionnés.

### Relève
La région reste sous contrôle des parachutistes belges équipés de matériel de transport jusqu'au 28 juin, dans les villes de Kamina, Lubumbashi, Likasi, Kambove, etc. (voir, à ce sujet, dans la discussion, l'énumération du matériel belge et le rapport résumé des opérations de sauvetage tels qu'ils ressortent des rapports militaires belges) jusqu’à leur relève par une force africaine composée de troupes marocaines, sénégalaises, togolaises et gabonaises.
Une fois l'opération terminée, les Occidentaux poursuivent les efforts anti-guérilla puisqu'avec le SDECE et grâce à appui d'images de la CIA, l'UNITA de Jonas Savimbi conduira les 27 mai et 6 juin 1978 des embuscades entraînant la mise hors de combat de centaines de Katangais.

### Bilan

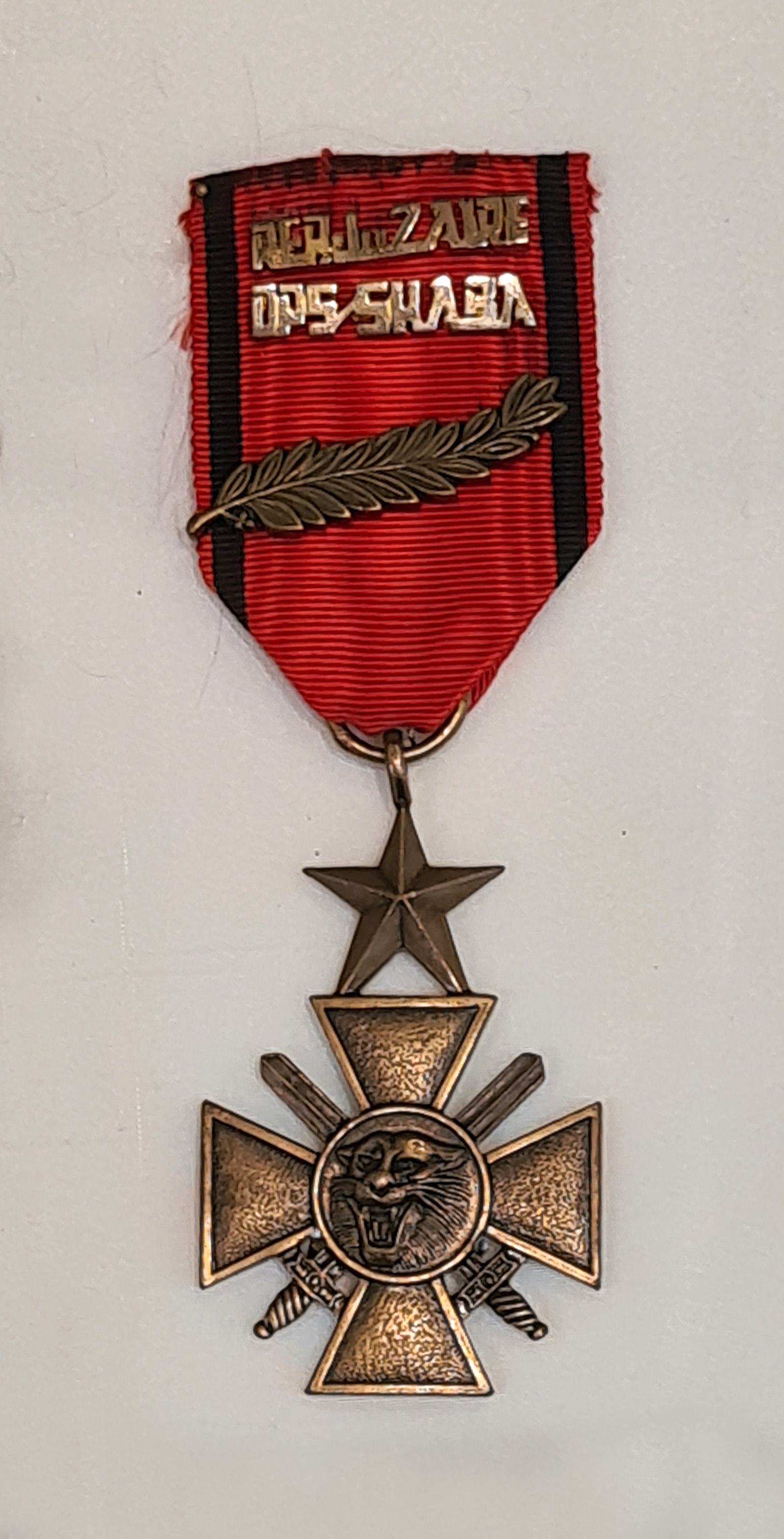
Croix de la bravoure zaïroise remise à Gustav Holler, caporal au 2e REP, après la bataille de Kolwezi.

Environ 250 rebelles ont été tués, ainsi que cinq légionnaires, un para-commando belge et un para-commando marocain, vingt autres sont blessés. Les légionnaires ont également pris un millier d’armes légères, 4 canons, 15 mortiers et 21 lance-roquettes, et détruit 2 AML. Ces armes sont immergées dans un lac proche de Kolwezi.
Quelque 700 civils africains et 170 européens trouvèrent la mort lors de cette tentative de déstabilisation du régime du maréchal Mobutu, sans compter les pertes des parachutistes de l'armée zaïroise morts dans l'opération aéroportée avant l'arrivée de la légion.
Alors que les combats régnaient encore entre les parachutistes et les rebelles katangais, le Suisse Friedrich Steinemann, délégué régional du Comité international de la Croix-Rouge à Lusaka, se rend par la route jusqu'à Kolwezi. Avec l'aide de volontaires recrutés sur place, il accomplit la délicate tâche d'enterrer les quelque 800 cadavres jonchant les rues. Cette besogne réalisée, il se rend à Lubumbashi puis à Likasi, parvient à réquisitionner un train qu'il charge de vivres - farine, lait en poudre et mil - afin de ravitailler les 80 000 civils de Kolwezi, dans l'indifférence quasi générale.
Le dernier Transall C-160R R18 ayant participé à l'opération rejoindra le musée de l'air et de l'espace le 22 août 2012. Assemblé en 1967 et effectuant son premier vol le 16 septembre 1968, il est mis en service le 12 mars 1969 au sein de la 61e escadre de transport sur la base d’Orléans-Bricy. Sa dernière affectation est à N’Djamena où il participait à l'opération Épervier. Il totalise 22 018 heures de vol. Il sera pour l'occasion repeint par l'ESTA (escadron de soutien technique aéronautique) aux couleurs qu’il portait lors du largage du 2e régiment étranger de parachutistes sur Kolwezi. Le nez de l'avion est aux couleurs du 3/61 Poitou et du 1/61 Touraine auxquels il a successivement appartenu. Il porte enfin l'emblème du 2e REP et la mention « Ville de Kolwezi » en référence à l'opération Bonite.

### Filmographie
- La légion saute sur Kolwezi, film français de Raoul Coutard, sorti en 1980.